# Новосілка (Шепетівський район)
Новосі́лка, Ядвоніне — село в Україні, у Плужненській сільській громаді Шепетівського району Хмельницької області. Населення становить 12 осіб.

## Історія
У 1906 році колонія Ядвоніне Плужанської волості Острозького повіту Волинської губернії. Відстань від повітового міста 8 верст, від волості 11. Дворів 44, мешканців 233.